# Cassida japana
Cassida japana – gatunek chrząszcza z rodziny stonkowatych i podrodziny tarczykowatych.
Gatunek ten opisany został po raz pierwszy w 1874 roku przez Josepha Sugara Balego. Dawniej traktowany bywał jako odmiana Cassida piperata.
Chrząszcz o owalnym w zarysie ciele długości od 4 do 5,5 mm. Brzegi boczne przedplecza i pokryw są rozszerzone, tych drugich umiarkowanie opadające, nienabrzmiałe i pozbawione plamek tylno-bocznych. Punktowanie pokryw jest niemal całkowicie regularne, pozbawione punktów między trzecim a czwartym rzędem. Na dysku pokryw brak jest wyraźnej, X-kształtnej nabrzmiałości. Ubarwienie odnóży jest co najmniej częściowo jasne. Stopy mają szeroko rozchylone, pozbawione ząbków przy nasadach pazurki wystające poza wieńce szczecinek na trzecich członach. Genitalia samca charakteryzują się lekko zakrzywionym w widoku z profilu i stępionym na wierzchołku w widoku grzbietowym środkowym płatem edeagusa.
Owad wschodnioazjatycki, znany z Korei Południowej (podawany z Pusanu i prowincji Gyeonggi), Chin (podawany z Jiangsu, Zhejiangu, Anhui, Hubei, Syczuanu, Fujianu, Jiangxi, Guangdongu oraz Kuangsi), Japonii, Tajwanu, Laosu i Wietnamu.